# St-Corentin (Île de Sein)

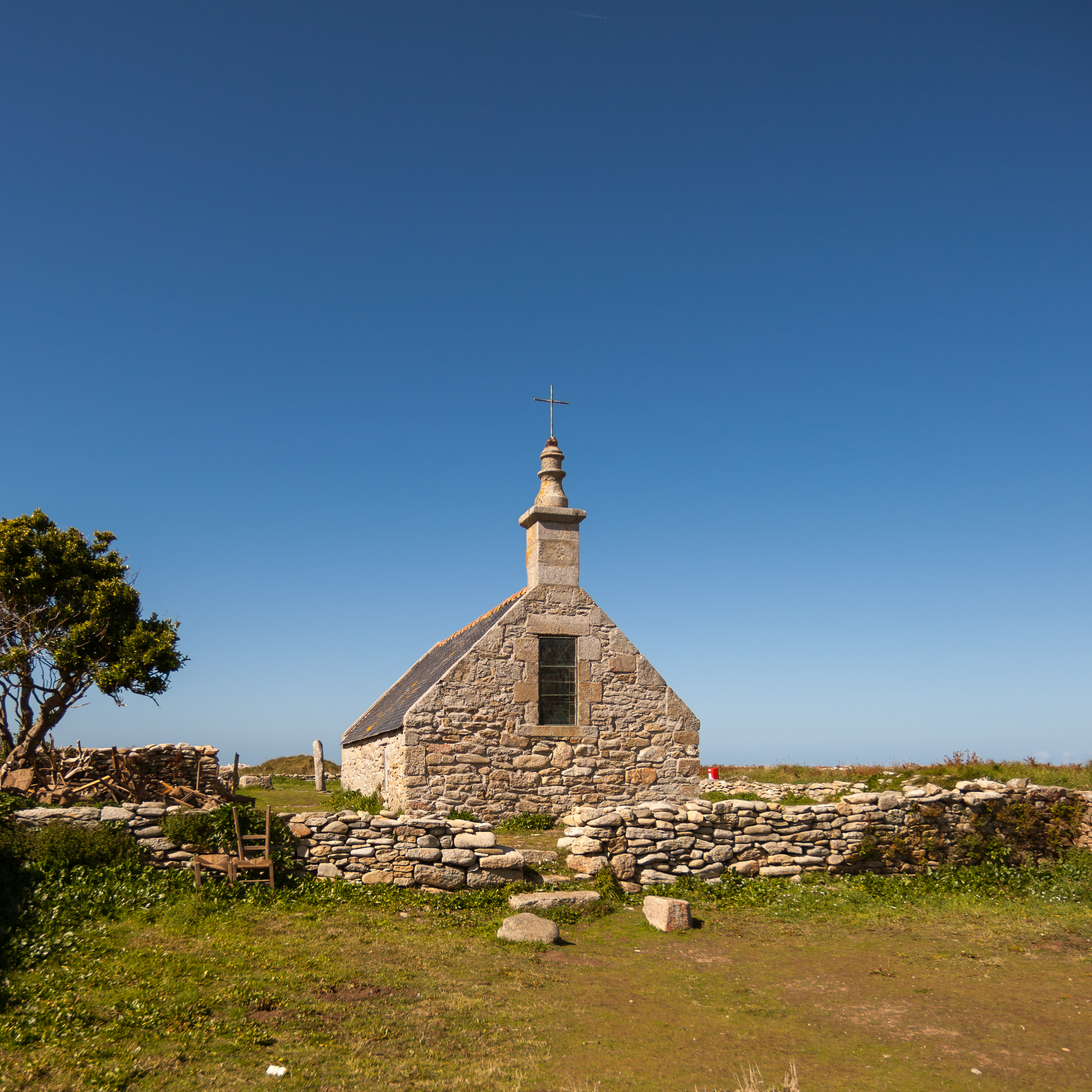
Die Kapelle St-Corentin

St-Corentin ist eine römisch-katholische Kapelle auf der Île-de-Sein in der Bretagne. Die Kapelle ist eingetragen im Verzeichnis des kulturellen Erbes in Frankreich.

## Geschichte
Die dem Patrozinium des heiligen Corentin, dem Patron des Bistums Quimper, unterstellte Kapelle geht im Kern auf das 16. Jahrhundert zurück und entstand an Stelle eines älteren Gotteshauses. Die auf der Westseite der flachen Île de Sein dem Atlantik nahezu ungeschützt ausgesetzte Kapelle musste vermutlich im 18. Jahrhundert neu errichtet werden und war zu Beginn des 20. Jahrhunderts bereits in einem schlechten baulichen Zustand. Sie wurde auf Veranlassung von Abbé Marzin unter Verwendung des alten Steinmaterials restauriert und am 13. August 1972 neu geweiht. Die Kapelle besitzt im Inneren einen hölzernen Altar, der aus der Karmelitenkirche in Brest stammt. Innerhalb der Umfriedung der Kapelle befindet sich eine prähistorische Steinreihe.